# Future (utwór)
Future – piosenka nagrana przez amerykańską piosenkarkę Madonnę we współpracy z amerykańskim raperem Quavo. Utwór został wydany 17 maja 2019 roku jako drugi singel promocyjny czternastego albumu studyjnego Madonny Madame X.

## Wydanie i kompozycja
„Future” jest drugą piosenką Madonną i Quavo. Ich pierwszy utwór, „Champagne Rosé”, był wydany w solowym albumie Quavo, Quavo Huncho, w październiku 2018. Wydanie „Future” zostało zapowiedziane 3 maja 2019 roku przy okazji wydania utworu „I Rise”.
Wersy Madonny mówią o tym co było kiedyś oraz o rozmyślaniu o tym, cieszeniu się teraźniejszością, zaś Quavo rapuje o teraźniejszości i rozmyślaniu o tym co będzie w przyszłości. Madonna powiedziała, że „Ta piosenka jest o świecie, w którym teraz żyjemy i o przyszłości naszej cywilizacji”. Utwór ten zawiera elementy takich gatunków jak reggae, hip-hop oraz dancehall.

## Wystąpienia na żywo
Madonna oraz Quavo wykonali „Future” podczas Konkursu Piosenki Eurowizji. Piosenkarka wykonuje utwór podczas swojej trasy koncertowej Madame X Tour.

## Lista utworów
| Nr | Tytuł utworu       | Długość |
| -- | ------------------ | ------- |
| 1. | „Future” (z Quavo) | 3:53    |
|    |                    | 3:53    |

## Notowania
| Terytorium      | Notowanie (2019)            | Najwyższa pozycja | Przypis               |
| --------------- | --------------------------- | ----------------- | --------------------- |
| Chiny           | China Airplay Chart         | 20                | [ 10 ]                |
| Europa          | Euro Digital Songs          | 20                | [ 11 ]                |
| Francja         | Top Singles Téléchargés     | 16                | [ 12 ]                |
| Niemcy          | Top 100 Download Charts     | 24                | [ potrzebny przypis ] |
| Izrael          | Media Forest                | 9                 | [ potrzebny przypis ] |
| Szkocja         | Scottish Singles Chart      | 50                | [ 13 ]                |
| Węgry           | Single (track) Top 40 lista | 30                | [ 14 ]                |
| Wielka Brytania | UK Download Chart           | 33                | [ 15 ]                |